# 瑟韋 (堪薩斯州)
瑟韋（英語：Survey）是位於美國堪薩斯州魯克斯縣的一個鬼鎮。

## 歷史
瑟韋的郵政局於1880年設立，直到1890年結束營運。現時瑟韋尚有一公墓，但已沒有任何遺址。

## 地理
瑟韋所處的海拔為高於海平面558米（即1831英呎），而該地所採用的時區為UTC-6，即北美中部時區（CST）。同時該地設有夏令時間，為UTC-6調快一小時，即UTC-5（CDT）。